# Diad´kowo (obwód riazański)
Diad´kowo (ros. Дядьково) – wieś (sieło) w Rosji, w obwodzie riazańskim, w rejonie riazańskim. W 2021 liczyła 4345 mieszkańców.